# 貝雷日內 (丘胡伊夫區)
50°6′38″N 37°3′49″E / 50.11056°N 37.06361°E
貝雷日內（烏克蘭語：Бережне）是位於烏克蘭東部的村莊，由哈爾科夫州丘胡伊夫区的沃夫昌斯克市鎮負責管轄。該村始建於1865年，面積0.03平方公里，海拔高度171米，2001年人口72，人口密度每平方公里2,880人。